# Caravan (album)
Pour les articles homonymes, voir Caravan.
Albums de Caravan
If I Could Do It All Over Again, I'd Do It All Over You
(1970)
Caravan est le premier album du groupe anglais de rock progressif Caravan, sorti en 1969. Il constitue un mélange musical original à mi-chemin entre une pop psychédélique à la mode de l'époque et la recherche stylistique typique du rock progressif.  

## Titres
Toutes les chansons sont écrites et composées par David Sinclair, Pye Hastings, Richard Sinclair et Richard Coughlan, sauf mention contraire.
| 1. | Place of My Own      | 4:00 |
| 2. | Ride                 | 3:41 |
| 3. | Policeman            | 2:45 |
| 4. | Love Song with Flute | 4:09 |
| 5. | Cecil Rons           | 4:05 |

| 6. | Magic Man                      |                                                                                     | 4:01 |
| 7. | Grandma's Lawn                 |                                                                                     | 3:23 |
| 8. | Where but for Caravan Would I? | David Sinclair, Pye Hastings, Richard Sinclair, Richard Coughlan, Brian Hopper (en) | 9:01 |

## Musiciens
- Caravan :
  - Pye Hastings : guitare, basse, chant
  - David Sinclair : orgue, chœurs
  - Richard Sinclair : basse, guitare, chant
  - Richard Coughlan : batterie, percussions

- Musicien supplémentaire :
  - Jimmy Hastings (en) : flûte sur Love Song with Flute